# Alplersee
Der Alplersee (auch Alplensee genannt) ist ein nahezu kreisrunder Bergsee und liegt auf 1506 m ü. M. am Nordhang des Rophaien in der Schweizer Gemeinde Sisikon, Kanton Uri. Im Sommer erwärmt sich das glasklare Wasser auf Badetemperatur.

## Wanderungen
Zu erreichen ist der See vom Urner Dorf Sisikon aus, entweder zu Fuss über die Alpen Butzen oder Stock oder aber von Riemenstalden via Chäppeliberg (bis dorthin Postautofahrt möglich) und von dort weiter auf dem Waldweg nach der Rinderalp Alplen. Vom Alplersee aus wird in etwa eineinhalb Stunden der Rophaien erreicht, ein Gipfel mit Aussicht auf die Urirotstock-Kette und den tief darunter liegenden Urnersee.

## Besonderheit
Der See hat keinen oberirdischen Abfluss. Wohin sein Wasser fliesst, ist bis heute unbekannt. Er liegt im Einzugsgebiet des Riemenstaldnerbachs.

## Sage aus Alplen
Liebeszauber: